# Carlos Da Cruz
Carlos Da Cruz (Beauvais, 20 dicembre 1974) è un ex ciclista su strada e pistard francese, professionista dal 1997 al 2007.

## Palmarès

### Strada
- 2000 (BigMat-Auber 93, una vittoria)

1ª tappa Settimana Ciclistica Lombarda (Osio Sotto > Osio Sotto)
- 2003 (Fdjeux.com, due vittorie)

1ª tappa Circuit de la Sarthe (Nantes > Fontenay-le-Comte)
Classifica generale Circuit de la Sarthe

#### Altri successi
- 1999 (BigMat-Auber 93)

Criterium Dun-le-Palestel
- 2000 (BigMat-Auber 93)

Criterium Pau
- 2005 (La Française des Jeux)

Criterium Monein

### Pista
- 1995

Campionati francesi, Inseguimento a squadre Dilettanti
- 1996

Sei giorni di Nouméa (con Michel Dubreuil)
- 1998

Campionati francesi, Americana (con Jean-Michel Monin)

## Piazzamenti

### Grandi Giri
- Giro d'Italia

2003: 61º
2005: 72º
2006: 101º
- Tour de France

1999: 126º
2003: 93º
2004: 85º
2005: 76º
2006: 76º
- Vuelta a España

2007: 90º

### Classiche monumento
- Milano-Sanremo

2003: 162º
2004: ritirato
2007: 140º
- Parigi-Roubaix

1998: ritirato
2001: ritirato

### Competizioni mondiali
- Campionati del mondo su pista

Perth 1997 - Inseguimento a squadre: 3º